# Greg Barton
Greg Barton (n. 2 decembrie 1959, Jackson, Michigan, SUA) este un inginer ce a reprezentat Statele Unite ale Americii, medaliat olimpic. A participat la 3 ediții ale Jocurilor Olimpice (1984, 1988, 1992) în care a câștigat două medalii de aur și două medalii de bronz.